# Cipriano Mera
Cipriano Mera Sanz (Madrid, 4 de novembre de 1897 - Saint-Cloud, França, 24 d'octubre de 1975) fou un dirigent anarcosindicalista espanyol. Paleta de professió, va començar a treballar als onze anys. Va militar en la CNT, del sindicat de la qual de la construcció a Madrid va ser president (1931). Al desembre de 1933 es va unir a Buenaventura Durruti per a establir el Comitè Revolucionari de Saragossa. Com a conseqüència, va ser arrestat i dut a presó a Burgos.
En l'estiu de 1936 la vaga de la construcció havia paralitzat a més de cent mil homes. A primers de juliol, Cipriano Mera, juntament amb altres dirigents del Comitè de Vaga de la construcció, és empresonat. La vaga de la construcció prosseguia el 18 de juliol, a l'esclatar la guerra civil. El diumenge 19, Mera és alliberat de la presó i després de participar en la derrota dels revoltats de la Caserna de la Muntanya a Madrid, ràpidament organitza, al costat de David Antona, una columna anarquista que s'uneix a la del tinent coronel republicà Ildefons Puigdendolas, que el 21 de juliol prenen Alcalá de Henares i l'endemà la ciutat de Guadalajara. La columna anarquista de Mera es va separar llavors cap a Sacedón i la província de Conca, prenent la capital Conca, que es trobava revoltada i en mans de la Guàrdia Civil.
Més tard, després de la creació de l'Exèrcit Popular Republicà, la columna de Mera es va transformar en la XIV Divisió, de la qual va ser nomenat comandant. Aquesta divisió va intervenir fonamentalment en la defensa de Madrid al novembre de 1936 i en les batalles de Guadalajara (març de 1937) i Terol al desembre del mateix any. El 1938, ja amb el grau a tinent coronel va emplaçar la seva caserna general a Alcohete (Guadalajara), lloc proper a la vila de Horche i des d'on protegia tot el sector oriental de la Capital.
Mera va donar suport al cop del coronel Casado el 5 de març de 1939, i la formació del Consell Nacional de Defensa. Encara que el govern de Negrín abandona Espanya el 6 de març, la situació del nou Consell Nacional de Defensa era crítica a Madrid, durant els dies 7, 8 i 9 davant la reacció del I cos d'exèrcit (afí a Negrin i al PCE) que defensaven la capital sota les ordres de Luis Barceló. Però llavors Mera va llançar la seva Divisió des de Guadalajara i va aconseguir la victòria de les forces del Consell, després d'una sèrie d'aferrissats combats per les carreteres d'accés i els mateixos carrers de Madrid. El Cop de Casado triomfà gràcies a les forces dirigides per Mera, així com a l'atac dels franquistes a les posicions comunistes a la Casa de Campo mentre permetien que les forces de Casado es dirigissin a la ciutat, on després de controlar-la, afusellaren Barceló. Madrid fou lliurada sense resistència a l'exèrcit franquista.
Ocupat Madrid pels franquistes, Mera es trasllada a València, exiliant-se a Orà, on va ser internat en un camp de concentració. Una vegada alliberat, marxa al Marroc francès on es guanya la vida com a peó de la construcció. Després de la caiguda de França a mans dels nazis, les autoritats franquistes sol·liciten el lliurament dels refugiats espanyols en territori francès. El febrer de 1942, Cipriano Mera és lliurat pel Govern de Vichy a les autoritats franquistes. Condemnat a mort, la pena li va ser commutada per trenta anys de presó. Després d'un indult el 1946, es va exiliar a França on va treballar com a paleta fins a la seva mort en un hospital de Saint Cloud el 1975.